# Night Fishing (película)
Night Fishing (en coreano: 파란만장, romanizado: Paranmanjang, lit. 'Ups and Downs o A Checkered Past') es un cortometraje de fantasía y terror de Corea del Sur de 2011dirigido, producido y escrito por PARKing CHANce (nombre comercial de los hermanos, Park Chan-wook y Park Chan-kyong). El papel principal lo interpreta la estrella del K-pop, Lee Jung-hyun.
Se filmó íntegramente con el iPhone 4 de Apple y contó con el apoyo financiero de KT (el distribuidor exclusivo del iPhone en Corea del Sur en ese momento), que suministró al dúo 150 millones de won coreanos (133 447 dólares estadounidenses). Se proyectó a más de 100 reporteros el 11 de enero de 2011 y se abrió al público el 27 de enero.
La película ganó el Oso de Oro al Mejor Cortometraje en el 61° Festival Internacional de Cine de Berlín.

## Sinopsis
Un hombre se prepara casualmente para un viaje de pesca a la orilla del agua. Llega la noche y un tirón en su línea le presenta el cuerpo de una mujer. Mientras él trata de desenredarse de las líneas de pesca, ella cobra vida. La escena cambia y la mujer ahora es una sacerdotisa chamán en un ritual funerario para un hombre que se ahogó en un río. Habla a través de ella a sus familiares, pidiendo perdón.

## Reparto
- Lee Jung-hyun como chamán
- Oh Kwang-rok como Oh Kee-seok, un pescador
- Lee Yong-nyeo como madre de Kee-seok

## Producción
La película se capturó en su totalidad con el iPhone 4, con lentes extra adicionales y equipo de filmación normal.